# San Salvador Huixcolotla
San Salvador Huixcolotla là một đô thị thuộc bang Puebla, México. Năm 2005, dân số của đô thị này là 12164 người.